# Kappa de Cohen
Pour les articles homonymes, voir Kappa (homonymie).
En statistique, la méthode du κ (kappa) mesure l’accord entre observateurs lors d'un codage qualitatif en catégories. L'article introduisant le κ a pour auteur Jacob Cohen – d'où sa désignation de κ de Cohen – et est paru dans le journal Educational and Psychological Measurement en 1960. Le κ est une mesure d'accord entre deux codeurs seulement. Pour une mesure de l'accord entre plus de deux codeurs, on utilise le κ de Fleiss (1981).

## Définition
Le calcul du κ se fait de la manière suivante :
{\displaystyle \kappa ={\frac {\Pr(a)-\Pr(e)}{1-\Pr(e)}},\!}
où Pr(a) est la proportion de l'accord entre codeurs et Pr(e) la probabilité d'un accord aléatoire. Si les codeurs sont totalement en accord, κ = 1. S'ils sont totalement en désaccord (ou en accord dû uniquement au hasard), 
κ ≤ 0.

## Exemple
La méthode de Kappa mesure le degré de concordance entre deux évaluateurs, par rapport au hasard.

### Premier cas
Supposons que deux évaluateurs (Marc et Mathieu) soient chargés de définir dans un groupe de 50 étudiants ceux qui seront reçus ou non à l'examen final. Chacun d'eux contrôle la copie de chaque étudiant et la note comme reçu ou non reçu (OUI ou NON). Le tableau ci-dessous donne les résultats :
|         |     | Marc | Marc |
| ------- | --- | ---- | ---- |
| OUI     | NON |      |      |
| Mathieu | OUI | a    | b    |
| Mathieu | NON | c    | d    |

|         |     | Marc | Marc |
| ------- | --- | ---- | ---- |
| OUI     | NON |      |      |
| Mathieu | OUI | 20   | 5    |
| Mathieu | NON | 10   | 15   |

L'observation des accords entre évaluateurs est : 
{\textstyle P_{accord}={\frac {a+d}{a+b+c+d}}={\frac {20+15}{50}}=0.7}
Pour calculer la probabilité d'accord « au hasard », on note que :
- Mathieu a noté « OUI » à 25 étudiants, soit 50 % des cas.
- Marc  a noté « OUI » dans 60 % des cas, soit 30 étudiants sur 50.

Ainsi la probabilité attendue que les deux correcteurs notent « OUI » est :    {\displaystyle P_{OUI}={\frac {a+b}{a+b+c+d}}\times {\frac {a+c}{a+b+c+d}}=0,5\times 0,6=0,3}
De même la probabilité que les deux correcteurs notent « NON » est :           {\displaystyle P_{NON}={\frac {c+d}{a+b+c+d}}\times {\frac {b+d}{a+b+c+d}}=0,5\times 0,4=0,2}
La probabilité globale que les correcteurs soient en accord est donc :         {\displaystyle P_{Hasard}=P_{OUI}+P_{NON}=0,3+0,2=0,5}
La formule de Kappa donnera alors : {\displaystyle \kappa ={\frac {P_{accord}-P_{Hasard}}{1-P_{Hasard}}}={\frac {0.7-0.5}{1-0.5}}=0.4}

### Second cas
Dans une autre proportion nous aurions obtenu :
|         |     | Marc | Marc |
| ------- | --- | ---- | ---- |
| OUI     | NON |      |      |
| Mathieu | OUI | 25   | 2    |
| Mathieu | NON | 3    | 20   |

L'observation des accords entre évaluateurs est :
{\textstyle P_{accord}={\frac {a+d}{a+b+c+d}}={\frac {25+20}{50}}=0,9}
Pour calculer la probabilité d'accord « au hasard », on note que :
- Mathieu a noté « OUI » à 27 étudiants, soit 54 % des cas,
- et que Marc a noté « OUI » dans 56 % des cas.

Ainsi la probabilité attendue que les deux correcteurs notent « OUI » est :    {\displaystyle P_{OUI}={\frac {a+b}{a+b+c+d}}\times {\frac {a+c}{a+b+c+d}}=0,54\times 0,56=0,3024}
De même la probabilité que les deux correcteurs notent « NON » est :           {\displaystyle P_{NON}={\frac {c+d}{a+b+c+d}}\times {\frac {b+d}{a+b+c+d}}=0,46\times 0,44=0,2024}
La probabilité globale que les correcteurs soient en accord est donc :         {\displaystyle P_{Hasard}=P_{OUI}+P_{NON}=0,3024+0,2024=0,5048}
La formule de Kappa donnera alors : {\displaystyle \kappa ={\frac {P_{accord}-P_{Hasard}}{1-P_{Hasard}}}={\frac {0,9-0,5048}{1-0,5048}}=0,7981}

## Ordres de grandeur
Landis et Koch ont proposé le tableau suivant pour interpréter le κ de Cohen. Il s'agit d'ordres de grandeurs qui ne font pas consensus dans la communauté scientifique, notamment parce que le nombre de catégories influe sur l'estimation obtenue : moins il y a de catégories, plus κ est élevé.
| {\displaystyle \kappa } | Interprétation         |
| ----------------------- | ---------------------- |
| < 0                     | Désaccord              |
| 0,00 – 0,20             | Accord très faible     |
| 0,21 – 0,40             | Accord faible          |
| 0,41 – 0,60             | Accord modéré          |
| 0,61 – 0,80             | Accord fort            |
| 0,81 – 1,00             | Accord presque parfait |